# Rifargia distinguenda
Rifargia distinguenda är en fjärilsart som beskrevs av Walker 1856. Rifargia distinguenda ingår i släktet Rifargia och familjen tandspinnare. Inga underarter finns listade.